# Сенат Египта
Сенат Египта (Маджлис аш-шуюх, араб. مجلس الشيوخ‎) — верхняя палата двухпалатного парламента Египта, восстановленная по результатам конституционного референдума 2019 года через шесть лет после упразднения. Места распределены по результатам выборов в августе 2020 года. Нижней палатой является Палата представителей Египта.

## Порядок формирования
В начале 2020 года был принят Закон о сенате. Сенат состоит из не менее 180 членов. Две трети членов избираются прямым тайным голосованием (по партийным спискам и в индивидуальном порядке), треть назначает президент. Женщинам выделяется не менее 10% от общего числа мест. Срок полномочий сената составляет пять лет. Выборы в сенат проводятся в течение 60 дней до окончания срока нижней палаты.
В 2020 году были избраны и назначены 300 членов сената. 100 членов избраны в индивидуальном порядке в 27 округах (по числу мухафаз). Число сенаторов, представляющих мухафазу, зависит от её размера и населения. Мухафазу Каир представляют 10 сенаторов. 100 членов избраны по партийным спискам в четырёх округах, объединяющих мухафазы по географическому принципу. В северном и южном округах избраны по 35 сенаторов, в том числе по семь женщин, в восточном и западном — по 15 сенаторов, в том числе по три женщины.
Сенатором может стать гражданин Египта старше 35 лет, с высшим образованием.

## Предыстория
Поправкой к Конституции 1971 года в 1980 году была создана верхняя палата парламента — Консультативный совет Египта (Маджлис аш-Шура, араб. مجلس الشورى‎). Консультативный совет состоял из 264 членов, 176 из которых избраны прямым голосованием, а 88 назначены президентом на шестилетний срок. Членство менялось, половина совета обновлялась каждые три года. Совет выполнял исключительно совещательные функции. 2 июня 2013 года Высший конституционный суд Египта признал создание Консультативного совета неконституционным. Консультативный совет распущен 5 июля 2013 года. Верхняя палата была упразднена по результатам конституционного референдума в январе 2014 года.

## История
По результатам конституционного референдума в апреле 2019 года верхняя палата парламента была воссоздана под новым названием. При этом верхняя палата сохранила прежние функции — это консультативный, совещательный орган. Решения Сената носят рекомендательный характер. Выборы в Сенат прошли в августе 2020 года при умеренной активности избирателей. По итогам выборов депутаты от пропрезидентской партии «Будущее нации» («Мустакбаль ватан») заняли 149 из 300 мест.